# Sieneke
Sieneke (født Sieneke Peeters; 1. april 1992) er en hollandsk sangerinde, som repræsenterede Holland i Eurovision Song Contest 2010.

## Eurovision Song Contest 2010
I 2010 repræsenterede hun Holland i Eurovision Song Contest 2010 med sangen "Ik Ben Verliefd, Shalalie". Det lykkedes hende dog ikke at gå videre til finalen, idet hun blev stemt ud i 2. semifinale.